# Rusudan z Gruzji
Rusudan z Gruzji gruz.  რუსუდანი – cesarzowa Trapezuntu, druga żona Manuela Komnena. 

## Życiorys
Prawdopodobnie była nieślubną córką Jerzego IV Lasza, króla Gruzji z dynastii bagratydzkiej, panującego w latach 1213-1223. Jej córką była: Teodora, cesarzowa Trapezuntu 1284-1285. 